# ミルベキ!
『ミルベキ!』は、TBSテレビで2018年4月2日より、毎月１回、午前0時58分から1時28分まで放送していたイベント情報番組。

## 概要
今、話題のイベントが100倍楽しめる特別授業。舞台・ミュージカル・展覧会などの見どころを徹底的にリサーチし、クイズを交えながら分かりやすく伝えており、月毎に様々なゲストを先生として迎えている。
2021年11月4日の放送をもってそれまでレギュラー出演者であった田畑藤本が卒業した。

## 出演者
- ホラン千秋[1]

旧出演者
- 藤本淳史
- 田畑勇一

ナレーター
- 山内あゆ(TBSアナウンサー)
- 堀井美香(TBSアナウンサー)

## スタッフ
- 構成：今村クニト
- 撮影：後藤俊輔、横手友昭
- 照明：谷正徳
- 音声：北川弦己
- 編集：中島拓也
- MA：石井淳史
- 音効：大庭秀夫
- AD：牧野哲
- 演出：鈴木真仁
- プロデューサー：日野雅史
- 制作協力：TBSスパークル（旧TBSビジョン）
- 制作：TBSテレビ事業局事業部
- 製作著作：TBS

## 関連番組
- ムビふぁぼ -同じく月に一度放送されるTBSテレビの番組
- TBSテレビのイベント情報番組
  - イベントGO!
  - BLITZ INDEX
- ほかの在京キー局のイベント紹介番組
  - エンタメExpress（TBSラジオ）
  - 東京暇人（日本テレビ）
  - プレミアの巣窟（フジテレビ）